# Wado International Karate-Do Federation
Ne doit pas être confondu avec Zen Nihon Karatedo Renmei Wadokai ou Wado Ryu Renmei.
La Wado International Karate-Do Federation (WIKF) ou Wado Kokusai Karaté-Do Renmei a été fondée en 1989 par maître Tatsuo Suzuki, 8e dan Hanshi, afin de protéger l'essence du karaté wado ryu tel que le fondateur Hironori Ohtsuka l'a lui avait enseignée.

## Historique
La WIKF est établie dans 51 pays et est organisée en trois régions, Europe, Amérique et Asie. La WIKF est la plus grande fédération parmi les trois groupes de Wado existants dans le monde.

## Membres du conseil d'administration
- Jon Wicks, 8e dan, ( Angleterre), chef instructeur au niveau mondial
- William Millerson, 8e dan, ( Curaçao), président
- Dan Wallis 7e, dan ( Canada), secrétaire général
- Eleni Labiri Suzuki, 6e dan[5], ( Angleterre), adjoint exécutif au conseil d'administration